# Chenopodium gubanovii
Chenopodium gubanovii là loài thực vật có hoa thuộc họ Dền. Loài này được Sukhor. mô tả khoa học đầu tiên năm 1999.